# 黑山21歲以下國家足球隊
黑山21歲以下國家足球隊（Montenegro national under-21 football team，簡稱黑山U21）是黑山的21歲以下國家足球代表隊，由蒙特內哥羅足球協會組織，參加每兩年舉辦一次的歐洲U-21足球錦標賽。

## 歷史
在前南斯拉夫於1992年解體前由南斯拉夫U21代表出賽，曾贏得首屆歐洲U-21足球錦標賽的冠軍；分裂後的1996年歐洲U-21足球錦標賽由代表南斯拉夫联盟共和国（Federal Republic of Yugoslavia，簡稱「南聯盟」）的U21球隊參賽，「南聯盟」其後於2003年更名為塞爾維亞和黑山（Serbia and Montenegro），球隊名稱亦隨之更改。
2006年黑山脫離塞爾維亞和黑山獨立，原「塞爾維亞和黑山足球總會」改組成為「塞爾維亞足球總會」，而其轄下的「塞爾維亞U21」取代「塞爾維亞和黑山U21」的席位參加2007年歐洲U-21足球錦標賽外圍賽；直到黑山足球協會成立並獲得正式承認時，外圍賽經已展開，因此「黑山U21」未能趕及參賽，要到2009年的外圍賽可進行正式競爭性的比賽。

## 競賽歷史

### 歐青盃歷屆成績
| 年度   | 主辦國   | 冠軍     | 成績                     |
| ------ | -------- | -------- | ------------------------ |
| 1978年 | 主客制   | 南斯拉夫 | 隸屬南斯拉夫             |
| 1980年 | 主客制   | 蘇聯     | 隸屬南斯拉夫             |
| 1982年 | 主客制   | 英格蘭   | 隸屬南斯拉夫             |
| 1984年 | 主客制   | 英格蘭   | 隸屬南斯拉夫             |
| 1986年 | 主客制   | 西班牙   | 隸屬南斯拉夫             |
| 1988年 | 主客制   | 法國     | 隸屬南斯拉夫             |
| 1990年 | 主客制   | 蘇聯     | 隸屬南斯拉夫             |
| 1992年 | 主客制   | 義大利   | 隸屬南斯拉夫             |
| 1994年 | 法國     | 義大利   | 以南聯盟名義參賽         |
| 1996年 | 西班牙   | 義大利   | 以南聯盟名義參賽         |
| 1998年 | 羅馬尼亞 | 西班牙   | 以南聯盟名義參賽         |
| 2000年 | 斯洛伐克 | 義大利   | 以南聯盟名義參賽         |
| 2002年 | 瑞士     | 捷克     | 以南聯盟名義參賽         |
| 2004年 | 德国     | 義大利   | 以塞爾維亞和黑山名義參賽 |
| 2006年 | 葡萄牙   | 荷蘭     | 以塞爾維亞和黑山名義參賽 |
| 2007年 | 荷蘭     | 荷蘭     | 沒有參賽                 |
| 2009年 | 瑞典     | 德國     | 外圍賽出局               |
| 2011年 | 丹麦     |          |                          |

## 外部連結
- （英文）黑山足協官網
- （英文）JadranSport.org
- （英文）歐洲足協U-21網站（页面存档备份，存于）
- （英文）RSSSF：歐青盃全紀錄（页面存档备份，存于）